# Aïn Harrouda
Aïn Harrouda (en àrab عين حرودة, ʿAyn Ḥarrūda; en amazic ⵄⵉⵏ ⵃⴰⵔⵓⴷⴰ) és un municipi de la prefectura de Mohammédia, a la regió de Casablanca-Settat, al Marroc. Segons el cens de 2014 tenia una població total de 62.420 persones.